# Эбботт, Лемюэль Фрэнсис
Ле́мюэль Фрэнсис Эбботт или, в дореволюционном написании, Аббот (англ. Lemuel Francis Abbot; ок. 1760 года, графство Лестершир — 5 декабря 1802 года, Лондон) — английский портретист, известный своим портретом Нельсона, выставленным в резиденции английского премьер-министра.
Родом из Лестершира. Сын священника. С 1775 года ученик Фрэнсиса Хеймана (Francis Hayman) в Лондоне; вернулся к родителям в 1776 году, когда учитель умер. Продолжал заниматься самостоятельно. В 1780 году Эбботт женился на Анне Марии и снова поселился в Лондоне. Выставлялся в Королевской Академии художеств.
Завоевал признание портретами моряков. Известные произведения — портреты Купера и Нельсона, портреты других офицеров королевского флота и литераторов XVIII века.

## Галерея

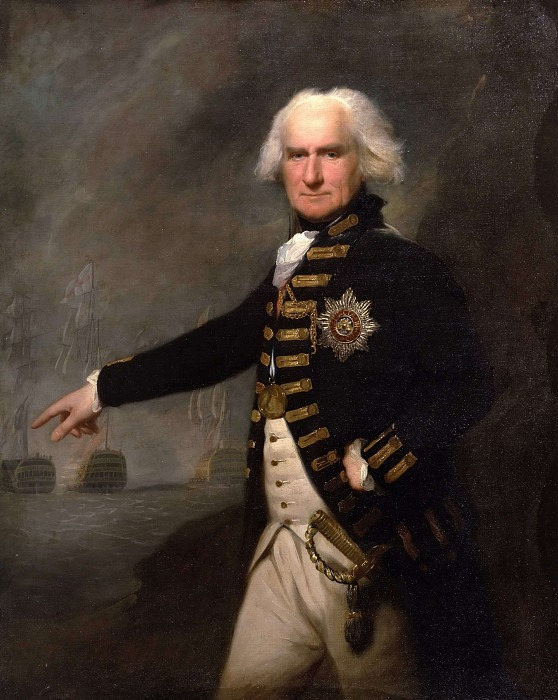
Лемюэль Фрэнсис Эбботт – Адмирал лорд Бридпорт

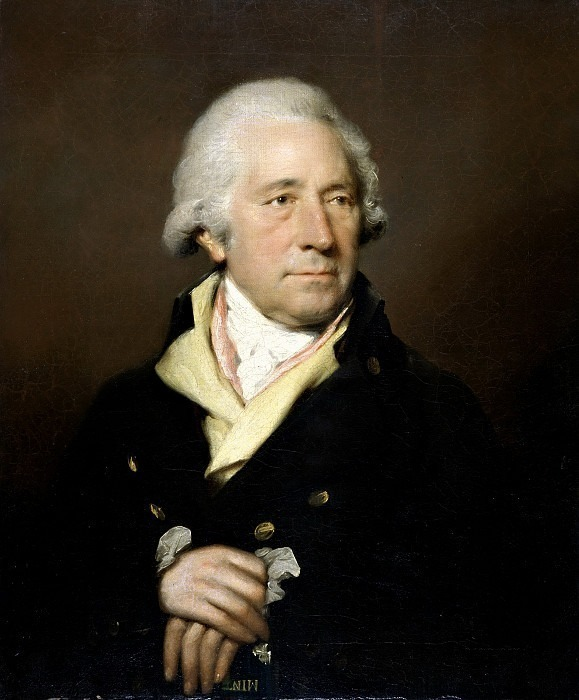
Лемюэль Фрэнсис Эбботт – портрет Мэтью Бултона